# Paramed メディカルシステムズ
Paramed メディカルシステムズはMRIを開発、製造するイタリアリグーリア州ジェノヴァの企業。

## 概要
液体ヘリウムを冷媒として使用しない二ホウ化マグネシウム超伝導体を使用したMRIを開発、製造する。立位姿勢での撮影が可能なMROpenのように他社製品とは異なる特色ある製品群を擁する。

## 沿革
- 1998年 - Roberto Duttoが主導する専門家集団によってParamed Srlが設立された[1]
- 2002年 - 最初の製品であるMrJを発売した[1]
- 2003年 - 各国に拠点を設置してColumbus Superconductors と ASG Superconductorsから超伝導線材を購入[1]
- 2010年 - 二ホウ化マグネシウム超伝導体を使用したMROpenを発売[1]
- 2013年 - MrJ3300を発売[1]

## 主な製品
- MROpen
- MrJ3300